# Viehmarkt (Werefkin)
 Viehmarkt  ist der Titel eines Gemäldes, das die russische Künstlerin Marianne von Werefkin 1907 malte. Das Werk gehört zum Bestand einer Privatsammlung. Eine unbetitelte Entwurfsskizze befindet sich in Ascona in der Fondazione Marianne Werefkin im Skizzenbuch mit der Inventarnummer a 6, datiert 1907.

## Technik und Maße
Bei dem Gemälde handelt es sich um eine Gouache auf Karton, 37,5 × 28 cm. Das Bild ist mit „M. W.“ unten links monogrammiert.

## Ikonografie
Die hochformatige Gouache zeigt Besucher am Rande eines Marktes. Ob es sich tatsächlich um eine Szene anlässlich eines Viehmarktes handelt, darauf deutet fast nur der Kopf einer Kuh am linken unteren Bildrand hin. Nur ein weiteres Rind ist aus beträchtlicher Entfernung auf der Wiese seitlich des linken Baumstamms zu entdecken.
In kleinen oder größeren Gruppen stehen die Menschen im Gespräch zusammen. Auffällig in den Vordergrund gerückt sind die beiden halbfigurigen Männer am rechten unteren Bildrand. Beide sind gekleidet mit Sakko und Weste über einem Oberhemd mit Kragen. Der Mann rechts trägt dazu eine Fliege. Der Mann links hat die Arme hinter dem Rücken gekreuzt. In seiner linken Hand hält er zwischen Daumen und Zeigefinger eine abgebrannte erloschene Zigarre. Beide tragen sehr ähnliche Kopfbedeckungen, nämlich Hüte mit flacher Krone und einer Krempe von mäßiger Ausladung.
Ähnlich, fast sonntäglich gekleidet sind auch die meisten anderen Männer. In der Gruppe links, in der vier Männer mit zwei Frauen in einem Kreis zusammenstehen, sieht man gestreifte dunkle Anzüge. Zumindest im Fall, des aus dem Bild herausschauenden Mannes, ist eine bunte Krawatte deutlich auf dem weißen Hemd auszumachen. Die Frauen tragen unter blauen Mänteln lange, bunte Kleider, in Ocker und Rot.
Beide Frauen tragen gleichartige Kopftücher, die das Haupthaar bedecken. Ersterer schaut eine Haarsträhne darunter hervor. Die vorne stehende Frau trägt an ihrem linken Unterarm eine oben offene, große gelbe Tasche. Sie könnte darauf hindeuten, dass die Frauen an diesen Ort gekommen sind, um Einkäufe zu tätigen. Zwei weitere Frauen im Mittelgrund des Bildes scheinen diese Annahme zu bestätigen, denn sie führen ähnliche Tragetaschen am Arm, die man üblicherweise auf jedem Wochenmarkt antrifft. Das Bild zeigt jedoch keinen einzigen Verkaufs-Stand, den man gewöhnlich in einer Vielzahl auf einem Jahrmarkt vorfindet.
Fünf Bäume mit dicken Stämmen bilden von links unten nach rechts oben hintereinander gereiht eine steile Diagonale. Die Bäume tragen dichtes, weit ausladendes Laubwerk, das mächtige Baumkronen vermuten lässt. Diese werden vom linken seitlichen und oberen Bildrand abgeschnitten.
Nach rechts schließt sich ein gelbes Band an, das in der seiner Höhe etwa ein Drittel der Gesamthöhe des rechten Bildrandes ausmacht. Schwach sind in dessen oberen Teil drei weitere Baumstämme mit Kronen zu erkennen.
Kleinere Personengruppen platzierte die Malerin, sich sukzessiv perspektivisch verkleinernd, in das aufsteigende Gelände, das keinen Horizont aufweist.
Aus der Bildmitte nach rechts gerückt, zeigt Werefkin isoliert von anderen Personen, zwei Frauen in Rückenansicht. Die linke trägt ein gestreiftes Kleid, das in der Machart den Anzügen der Männer gleicht. Darüber hat sie eine weiße, hinten offen geschnürte Schürze mit Bändern um die Taille gebunden. Als Kopfbedeckung trägt sie ein Kopftuch, das dem der Frauen mit den blauen Mänteln im Vordergrund ähnelt.
Ihre Begleiterin auf ihrer rechten Seite hebt sich farblich von letzterer durch eine weiße Bekleidung ab. Darüber hinaus zeigt sie eine Frisur aus blondem Haar mit einem Dutt. Sie trägt ebenfalls eine Schürze, die fast bis zum Boden reicht. Am linken Unterarm trägt sie ebenfalls die ortsübliche Einkaufstasche.
Rechts von den beiden Frauen in Rückenansicht stehen sich ein Mann in gesteiftem Anzug und Hut mit flacher Krone einer barhäuptigen Frau mit Schürze und einer Henkeltasche am rechten Unterarm gegenüber. Links von den weiblichen Rückenfiguren steht ein durch seine Kleidung auffallender Mann mit vorn geknöpfter weißer Weste, Melone, Kniebundhose und nackten Waden ohne Loferln.

## Japonismus

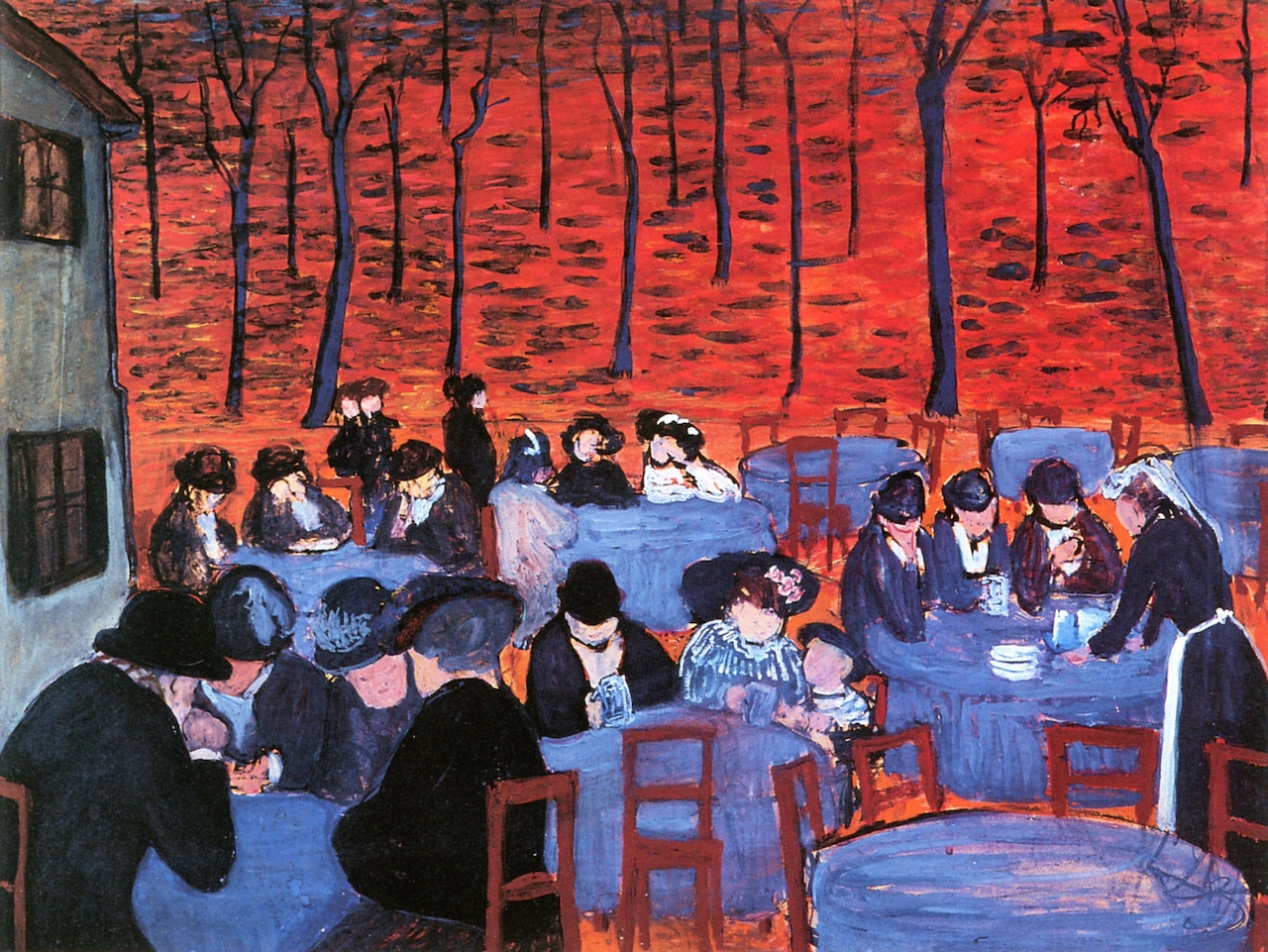
Biergarten, 1907

Das Bild der „Viehmarkt“ zeigt ähnlich wie Werefkins Gemälde der „Biergarten“ Elemente, die die Malerin aus der Kunst des japanischen Farbholzschnitts entnommen hat. Es sind in diesem Fall auffälligerweise nur Männer, die vom Bildrand angeschnitten werden. Der Kopf einer Kuh am linken unteren Bildrand rechtfertigt wohl den Bildtitel. Die Kronen der Bäume werden auch hier nicht gezeigt, auch sie werden vom Bildrand überdeckt. Ihre grünen dicht belaubten unteren Äste ragen wie lange Wimpel von links nach rechts ins Bild hinein.